# Собор Святого Брендана
Собор Святого Брендана (англ. St Brendan’s Cathedral) — католический собор епархии Клонферта. Находится в городе Лохрей, графство Голуэй, Ирландия. Освящён во имя святого Брендана Клонфертского.
Храм построен в неоготическом стиле. Краеугольный камень был заложен 10 октября 1897 года; строительство заняло пять лет и было завершено в 1902 году. Большинство элементов интерьера относятся к первому десятилетию двадцатого века, за исключением витражей, которые постепенно устанавливали вплоть до 1950-х годов.
По разным оценкам содержит самую обширную коллекцию декоративно-прикладного искусства и артефактов кельтского возрождения в Ирландии. Самой значительной коллекцией является большое собрание витражей дублинской студии «Стеклянная башня»  (An Túr Gloine). В соборе также вывешены двадцать четыре вышитых знамени, в основном с изображением ирландских святых, а также облачения гильдии Дун Эмер, ирландской текстильной студии первой половины XX века. Представлены скульптуры Джона Хьюза и Майкла Шортолла; архитектор Уильям Альфонс Скотт также внёс свой вклад в дизайн металлических и деревянных конструкций.
Основание студии «Стеклянная башня» и работа над декоративными элементами собора напрямую связаны, поскольку именно этот заказ положил начало сотрудничеству художников. В 1903 году над первым заказом на три витражных окна апсиды работали практически все художники студии: Майкл Хили, Альфред Э. Чайлд, Сара Пёрсер, Беатрис Элвери, Этель Ринд, Хьюберт Макголдрик, Кэтрин Амелия О’Брайен и Иви Хоун. Десять окон спроектировал Майкл Хили, в том числе «Святой Симеон» и «Страшный суд», считающийся лучшей его работой.